# Aleksandar Ćirković
Aleksandar Ćirković (in serbo Александар Ћирковић?; Smederevska Palanka, 21 settembre 2001) è un calciatore serbo, attaccante del Ferencváros.

## Carriera

### Club
Cresciuto nel settore giovanile dell'Admira Wacker Mödling, esordisce in prima squadra l'11 settembre 2020, in occasione dell'incontro di Bundesliga perso per 4-1 contro il Rapid Vienna. Nel febbraio 2021, dopo aver giocato solo 3 partite in campionato, viene ceduto in prestito al Mačva Šabac, società della prima divisione serba, fino al termine della stagione. In estate viene acquistato a titolo definitivo dal Gimnàstic, ma non viene mai schierato in incontri ufficiali. Così, nel gennaio 2022, ritorna a giocare nella prima divisione serba, venendo ceduto al Voždovac. Nel mese di agosto, viene ingaggiato dal Kryl'ja Sovetov Samara.

### Nazionale
Ha giocato nella nazionale serba Under-21.

## Statistiche

### Presenze e reti nei club
Statistiche aggiornate al 10 settembre 2022.
| Stagione                       | Squadra                        | Campionato                     | Campionato | Campionato | Coppe nazionali | Coppe nazionali | Coppe nazionali | Coppe continentali | Coppe continentali | Coppe continentali | Altre coppe | Altre coppe | Altre coppe | Totale | Totale |
| Stagione                       | Squadra                        | Comp                           | Pres       | Reti       | Comp            | Pres            | Reti            | Comp               | Pres               | Reti               | Comp        | Pres        | Reti        | Pres   | Reti   |
| ------------------------------ | ------------------------------ | ------------------------------ | ---------- | ---------- | --------------- | --------------- | --------------- | ------------------ | ------------------ | ------------------ | ----------- | ----------- | ----------- | ------ | ------ |
| 2018-2019                      | Admira Wacker M. II            | RL                             | 3          | 1          |                 | -               | -               |                    | -                  | -                  |             | -           | -           | 3      | 1      |
| 2019-2020                      | Admira Wacker M. II            | RL                             | 14         | 4          |                 | -               | -               |                    | -                  | -                  |             | -           | -           | 14     | 4      |
| 2020-feb. 2021                 | Admira Wacker M. II            | RL                             | 4          | 2          |                 | -               | -               |                    | -                  | -                  |             | -           | -           | 4      | 2      |
| Totale Admira Wack. Mödling II | Totale Admira Wack. Mödling II | Totale Admira Wack. Mödling II | 21         | 7          |                 | -               | -               |                    | -                  | -                  |             | -           | -           | 21     | 7      |
| 2020-feb. 2021                 | Admira Wacker M.               | BL                             | 3          | 0          | CA              | 1               | 2               |                    | -                  | -                  |             | -           | -           | 4      | 2      |
| feb.-giu. 2021                 | Mačva Šabac                    | SL                             | 15         | 1          | CS              | -               | -               |                    | -                  | -                  |             | -           | -           | 15     | 1      |
| gen.-giu. 2022                 | Voždovac                       | SL                             | 9+7        | 4+1        | CS              | -               | -               |                    | -                  | -                  |             | -           | -           | 16     | 5      |
| lug.-ago. 2022                 | Voždovac                       | SL                             | 5          | 0          | CS              | -               | -               |                    | -                  | -                  |             | -           | -           | 5      | 0      |
| Totale Voždovac                | Totale Voždovac                | Totale Voždovac                | 14+7       | 4+1        |                 | -               | -               |                    | -                  | -                  |             | -           | -           | 21     | 5      |
| 2022-2023                      | Kryl'ja Sovetov Samara         | PL                             | 0          | 0          | CR              | 0               | 0               |                    | -                  | -                  |             | -           | -           | 0      | 0      |
| Totale carriera                | Totale carriera                | Totale carriera                | 60         | 13         |                 | 1               | 2               |                    | -                  | -                  |             | -           | -           | 61     | 15     |

## Palmarès
- Campionato ungherese: 1

Ferencvaros: 2024-2025